# Dębina, Tỉnh West Pomeranian
Dębina [dɛmˈbina] là một ngôi làng ở quận hành chính của Gmina Stare Czarnowo, trong Gryfino County, Zachodniopomorskie, ở tây bắc Ba Lan.
Trước năm 1945, ngôi làng là một phần của Đức và được gọi là Hofdamm. Đối với lịch sử của khu vực, xem Lịch sử của Pomerania.